# 도도부현기
도도부현기(일본어: 都道府県旗, とどうふけんき 도도후켄키[*])는 일본의 도도부현을 상징하는 깃발이다.

## 개요
도도부현에서는 현청이나 지청 · 지국 · 출장소 의회에서 일본의 국기와 함께 도도부현기가 게양된다. 또한 도도부현이 주최하는 공공 행사시에도 게양된다.

## 도도부현기 목록

홋카이도
아오모리현
이와테현
미야기현
아키타현
야마가타현
후쿠시마현
이바라키현
도치기현
군마현
사이타마현
지바현
도쿄도 (상세)
가나가와현
니가타현
도야마현
이시카와현
후쿠이현
야마나시현
나가노현
기후현
시즈오카현
아이치현
미에현
시가현
교토부
오사카부
효고현
나라현
와카야마현
돗토리현
시마네현
오카야마현
히로시마현
야마구치현
도쿠시마현
가가와현
에히메현
고치현
후쿠오카현
사가현
나가사키현
구마모토현
오이타현
미야자키현
가고시마현
오키나와현

## 과거의 도도부현기

야마가타현의 기 (1963년 ~ 1971년)
후쿠시마현의 기 (1951년 ~ 1968년)
이바라키현의 기 (1966년 ~ 1991년)
도야마현의 기 (1957년 ~ 1988년)
오사카부의 기 (1968년 ~ 1984년)
에히메현의 기 (1989년 ~ 1999년)
나가사키현 직원단의 기
오키나와현의 기 (1972년 4월 24일 ~ 1972년 5월 15일)
오키나와현의 기 (1972년 5월 15일 ~ 1972년 10월 13일)

## 같이 보기
- 시정촌기
- 일본의 기 목록